# Hida (train)
Pour les articles homonymes, voir Hida.
Le Hida (ひだ) est un train express existant au Japon et exploité par les compagnies JR Central et JR West, qui relie les villes de Nagoya et d'Osaka aux villes de Takayama et Toyama. Son nom fait référence à l'ancienne province de Hida.

## Gares desservies
Le Hida circule principalement de la gare de Nagoya à la gare de Takayama en empruntant les lignes Tōkaidō et Takayama. Certains trains continuent jusqu'à la gare de Toyama, et un aller-retour quotidien s'effectue depuis la gare d'Osaka. 
| Nom des gares     | Nom des gares |
| ----------------- | ------------- |
|                   | Osaka         |
|                   | Shin-Osaka    |
|                   | Kyoto         |
|                   | Kusatsu       |
| Nagoya            | Maibara       |
| Owari-Ichinomiya* | Ōgaki         |
| Gifu              |               |
| Unuma*            |               |
| Mino-Ōta          |               |
| Shirakawaguchi*   |               |
| Hida-Kanayama*    |               |
| Gero              |               |
| Hida-Hagiwara*    |               |
| Hida-Osaka*       |               |
| Kuguno*           |               |
| Takayama          |               |
| Hida-Furukawa*    |               |
| Inotani*          |               |
| Etchu-Yatsuo*     |               |
| Hayahoshi*        |               |
| Toyama*           |               |

Les gares marquées d'un astérisque ne sont pas desservies par tous les trains.

## Matériel roulant
Les services Hida sont effectués par des rames série HC85. Dans le passé, ils ont été effectués par les séries KiHa 80 et KiHa 85.

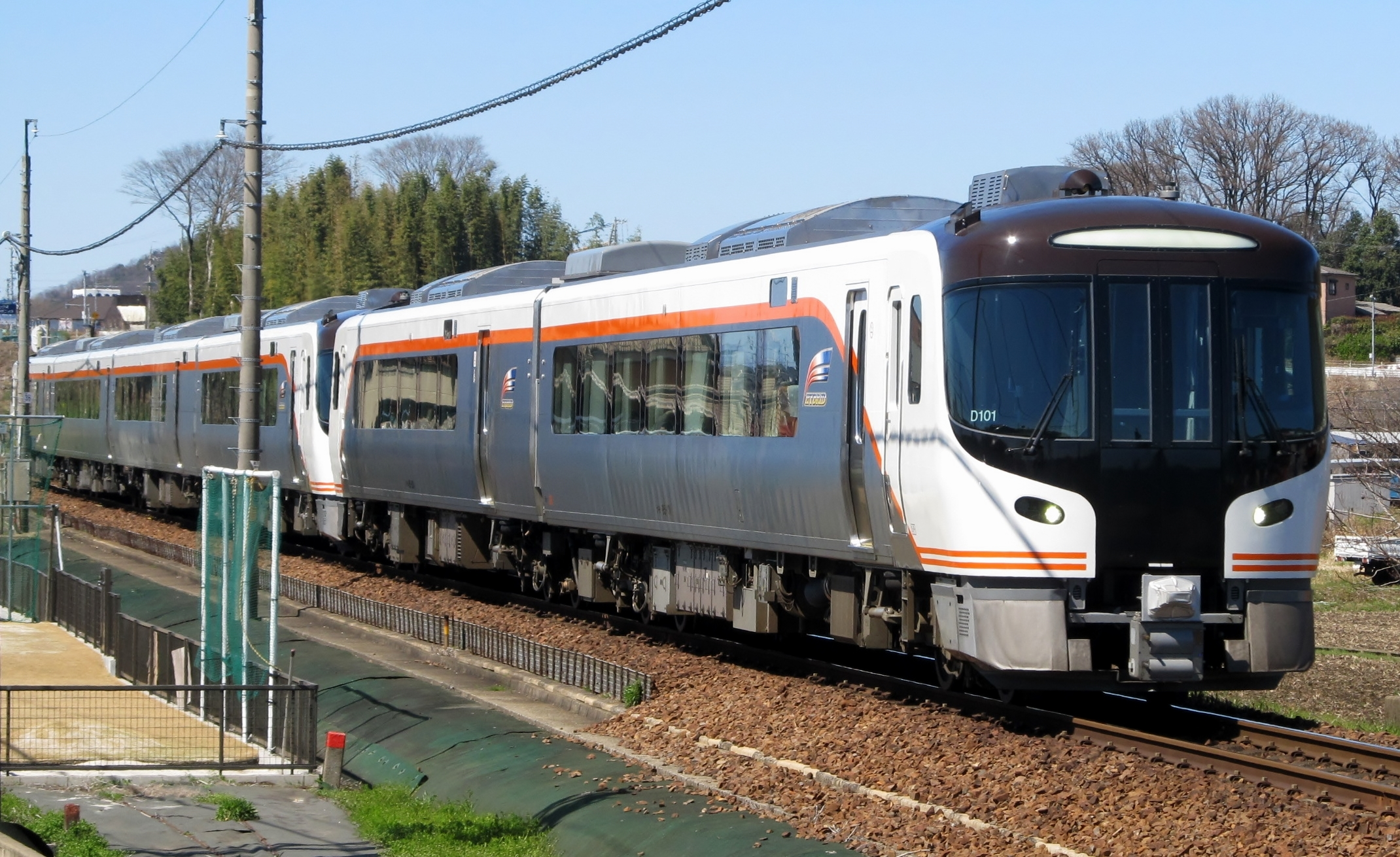
Série HC85
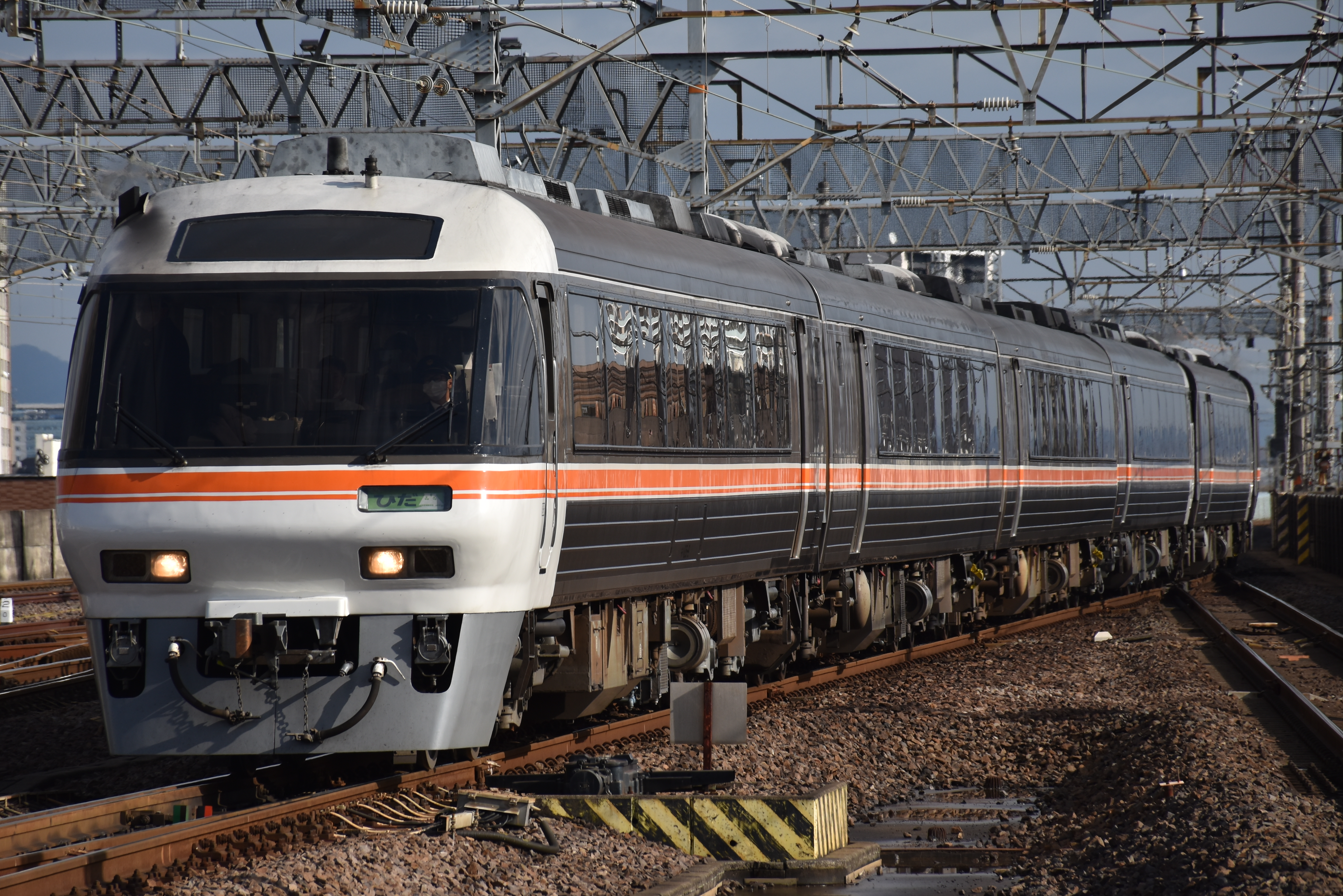
KiHa 85
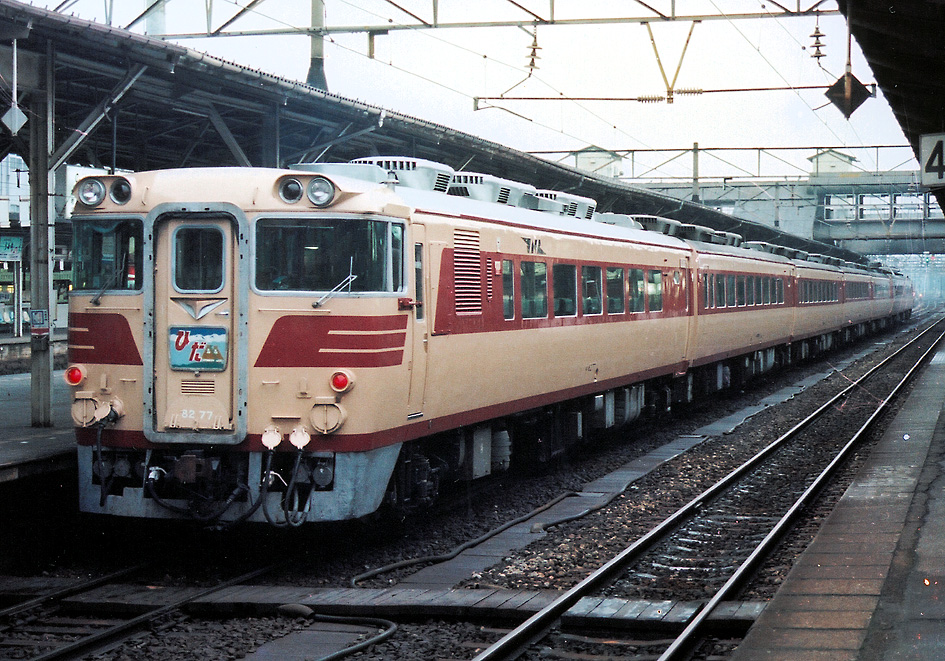
KiHa 80